# Sipán

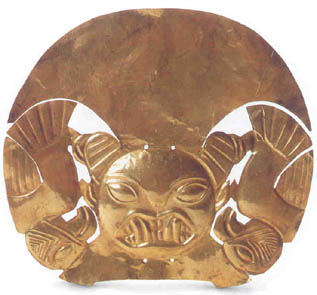
Zrekonstruowane złote nakrycie głowy kultury Moche. Kolekcja Muzeum Larco w Limie.

Sipán – niewielka wioska ze stanowiskiem archeologicznym kultury Moche, około 35 kilometrów na południowy wschód od miasta Chiclayo w regionie Lambayeque.
W sąsiedztwie wioski znajdują się dwie ogromne piramidy z adobe, w tym Huaca Rajada z wieloma grobowcami.
Sipán jest znane z odkrycia Waltera Alvy – grobowca tzw. "Pana z Sipán" w roku 1987. Odnaleziony niezwykle bogaty pochówek, nienaruszony przez rabusiów, wyposażony był w liczne ozdoby ze złota i kamieni szlachetnych. W tym samym miejscu znajdowały się także dwa inne bogate groby (Kapłana oraz Starego Pana z Sipan).